# 12. marec
12. marec je 71. dan leta (72. v prestopnih letih) v gregorijanskem koledarju. Ostaja še 294 dni.

## Dogodki
- 1365 – Rudolf IV. Habsburški ustanovi Univerzo na Dunaju
- 1537 – Turki zavzamejo trdnjavo Klis
- 1852 – izid romana Koča strica Toma ali življenje črncev v suženjskih državah Amerike
- 1689 – v Ljubljani ustanovljena Akademija združenih, znana tudi pod imenom Dizmova bratovščina
- 1918 – Moskva postane ruska prestolnica
- 1933 – podjetje Chemical Industries prvič sintetizira polietilen
- 1938 – nemške enote vkorakajo v Avstrijo (začetek Anschlussa)
- 1940 – ZSSR in Finska podpišeta mirovno pogodbo
- 1942 – britanska vojska se umakne z Andamanskih otokov
- 1947 – Harry S. Truman v govoru pred Kongresom predstavi Trumanovo doktrino
- 1968 – Mavricij postane neodvisna država
- 1994 – Anglikanska cerkev posveti svoje prve duhovnice
- 2003 – v Beogradu umorjen Zoran Đinđić
- 2008 – ob avstralski zahodni obali najdejo razbitine bojne ladje iz druge svetovne vojne HMAS Sydney in Kormoran
- 2011 – zaradi posledic potresa v japonski jedrski elektrarni Fukušima 1 pride do eksplozije pare, zaradi povečanega sevanja evakuirajo 45.000 ljudi

## Rojstva
- 1096 – Knut Lavard, danski kronski princ, vojvoda Schleswiga († 1131)
- 1270 – Karel, grof Valoijski († 1325)
- 1613 – André Le Nôtre, francoski arhitekt († 1700)
- 1682 – Gregor Maček, slovenski arhitekt, stavbar († 1745)
- 1685 – George Berkeley, irski filozof, teolog († 1753)
- 1738 – Cesare Beccaria, italijanski kriminolog, pravnik in politik († 1794)
- 1824 – Gustav Robert Kirchhoff, nemški fizik († 1887)
- 1832 – Charles Cunningham Boycott, angleški veleposestnik († 1897)
  - Charles Friedel, francoski kemik in mineralog († 1899)
- 1835 – Simon Newcomb, kanadsko-ameriški astronom, ekonomist († 1909)
- 1838 – William Henry Perkin, angleški kemik († 1907)
- 1843 – Jean-Gabriel de Tarde, francoski sociolog, kriminolog († 1904)
- 1881 – Mustafa Kemal Atatürk, turški državnik († 1938)
- 1890 – Vaclav Fomič Nižinski, ruski baletnik († 1950)
- 1907 – Dorrit Hoffleit, ameriška astronomka († 2007)
- 1922 – Jean-Louis Lebris Kerouac - Jack Kerouac, ameriški pisatelj († 1969)
- 1946 – Liza Minnelli, ameriška filmska igralka, pevka
- 1951 – Jože Slak - Đoka, slovenski slikar
- 1955 – Izidor Pečovnik - Dori, slovenski rimokatoliški duhovnik
- 1960 – Majda Koren, slovenska mladinska pisateljica
- 1984 – Gregor Perič, slovenski politik in politolog
- 1987 – Teimour Radjabov, azerbajdžanski šahist
- 1990 – Dawid Kubacki, poljski smučarski skakalec
- 1996 – Cene Prevc, slovenski smučarski skakalec
- 1999 – Janja Garnbret, slovenska športna plezalka

## Smrti
- 604 – Gregor I. Veliki, rimski papež (* okoli 540)
- 1289 – Dimitrij II., gruzijski kralj (* 1259)
- 1316 – Štefan Dragutin, srbski kralj (* 1253)
- 1356 – Rudolf I., vojvoda Saške-Wittenberga (* 1284)
- 1364 – Ranulf Higden, angleški menih, kronist (* 1280)
- 1374 – cesar Go-Kogon, japonski proticesar (* 1336)
- 1510 – Mihnea I., vlaški knez (* 1462)
- 1759 – Janez Valentin Metzinger, slovenski slikar (* 1699)
- 1898 – Johann Jakob Balmer, švicarski fizik, matematik (* 1825)
- 1898 – Zacharias Topelius, finski pisatelj (* 1818)
- 1910 – Anton Medved, slovenski pesnik, dramatik (* 1869)
- 1914 – George Westinghouse, ameriški inženir (* 1846)
- 1921 – Ivan Oražen, slovenski zdravnik, dobrotnik (* 1869)
- 1924 – Hilaire de Chardonnet, francoski kemik in industrialec (* 1839)
- 1925 – Sun Jat-sen, kitajski državnik (* 1866)
  - Gergel Lutar, slovenski posestnik in pisatelj na Ogrskem (* 1841)
- 1932 – Ivar Kreuger, švedski finančnik (* 1880)
- 1937 – Charles-Marie-Jean-Albert Widor, francoski organist, skladatelj (* 1844)
- 1942 – Robert Bosch, nemški industrialec (* 1861)
- 1943 – Adolf Gustav Vigeland, norveški kipar (* 1869)
- 1945 – Annelies Marie »Anne« Frank, pisateljica dnevnika (* 1929)
- 1950 – Heinrich Mann, nemški pisatelj (* 1871)
- 1955 – Theodor Plievier, nemški pisatelj (* 1892)
- 1956 – Bolesław Bierut, poljski politik (* 1892)
- 2001 – Robert Ludlum, ameriški pisatelj (* 1927)
- 2003 – Zoran Đinđić, srbski premier (* 1952)
- 2008 – Lazare Ponticelli, zadnji francoski vojni veteran iz prve svetovne vojne (* 1897)